# Epaphiopsis
Epaphiopsis is een geslacht van kevers uit de familie van de loopkevers (Carabidae). De wetenschappelijke naam van het geslacht is voor het eerst geldig gepubliceerd in 1953 door Ueno.

## Soorten
Het geslacht Epaphiopsis omvat de volgende soorten:
- Epaphiopsis alloligops Ueno, 1978
- Epaphiopsis alticola Ueno, 1989
- Epaphiopsis apiceplana Ueno, 1989
- Epaphiopsis brevis Ueno, 1978
- Epaphiopsis budhaica Deuve, 1988
- Epaphiopsis cavazzutii Deuve, 1995
- Epaphiopsis constricta Ueno, 1991
- Epaphiopsis dao Ueno, 2006
- Epaphiopsis davidiani Belousov, 2003
- Epaphiopsis dechangensis Belousov, 2003
- Epaphiopsis divarboris Ueno, 1989
- Epaphiopsis elegans Ueno, 1989
- Epaphiopsis elongata Ueno, 1962
- Epaphiopsis erlangensis Ueno, 1998
- Epaphiopsis formosana Jedlicka, 1946
- Epaphiopsis fujii Saenson, 1957
- Epaphiopsis fukukii Ueno, 1953
- Epaphiopsis ghirettii Deuve, 1995
- Epaphiopsis gonggaica Deuve, 1992
- Epaphiopsis gracilenta Ueno, 1995
- Epaphiopsis hayashii Ueno, 1977
- Epaphiopsis himalayica Ueno et Pawlowski, 1983
- Epaphiopsis hsuehshana Ueno, 1989
- Epaphiopsis imurai Ueno, 2006
- Epaphiopsis inconspicua Belousov, 2003
- Epaphiopsis intermedia Belousov & Kabak, 2003
- Epaphiopsis ishizuchiensis Ueno, 1962
- Epaphiopsis jacobsoni Sokolov et Shilenkov, 1987
- Epaphiopsis janoi (Jeannel, 1937)
- Epaphiopsis kasaharai Ueno, 1989
- Epaphiopsis korolevi Belousov, 2003
- Epaphiopsis lamellata Ueno et Yu, 1997
- Epaphiopsis laticollis Belousov, 2003
- Epaphiopsis lunanshana Belousov, 2003
- Epaphiopsis machiko Ueno, 1962
- Epaphiopsis matsudai Ueno, 1962
- Epaphiopsis morimotoi Ueno, 1984
- Epaphiopsis multipunctata Ueno, 1989
- Epaphiopsis niba Ueno, 1998
- Epaphiopsis nigra Belousov & Kabak, 2003
- Epaphiopsis nishikawai Ueno, 1987
- Epaphiopsis notos Ueno, 1991
- Epaphiopsis okadai Ueno, 1962
- Epaphiopsis oligops Ueno, 1978
- Epaphiopsis perreaui Deuve, 1988
- Epaphiopsis polita Belousov, 2003
- Epaphiopsis proxima Belousov, 2003
- Epaphiopsis punctatostriata Putzeys, 1877
- Epaphiopsis robusta Belousov, 2003
- Epaphiopsis semenovi Jeannel, 1962
- Epaphiopsis shibatai Ueno, 1989
- Epaphiopsis similata Belousov, 2003
- Epaphiopsis sinuata Belousov & Kabak, 2003
- Epaphiopsis tronquetiana Deuve, 1995
- Epaphiopsis ubaoshana Belousov, 2003
- Epaphiopsis unzenensis (Jeannel, 1930)
- Epaphiopsis watanabeorum Ueno, 1975
- Epaphiopsis yushana Ueno, 1989